# Köylüoğlu, Seyhan
Köylüoğlu là một xã thuộc huyện Seyhan, tỉnh Adana, Thổ Nhĩ Kỳ.